# 本浄院

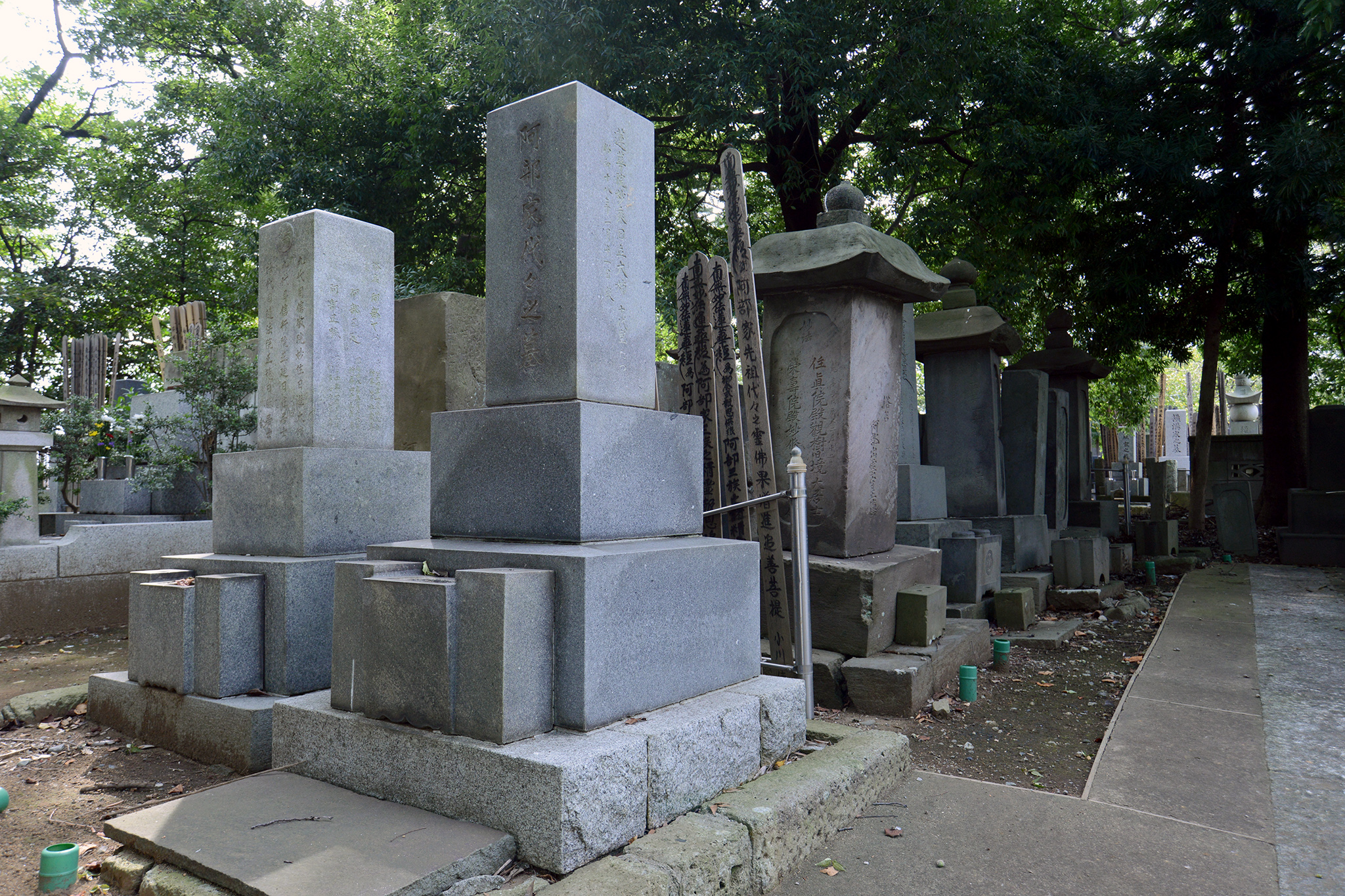
阿部家墓所

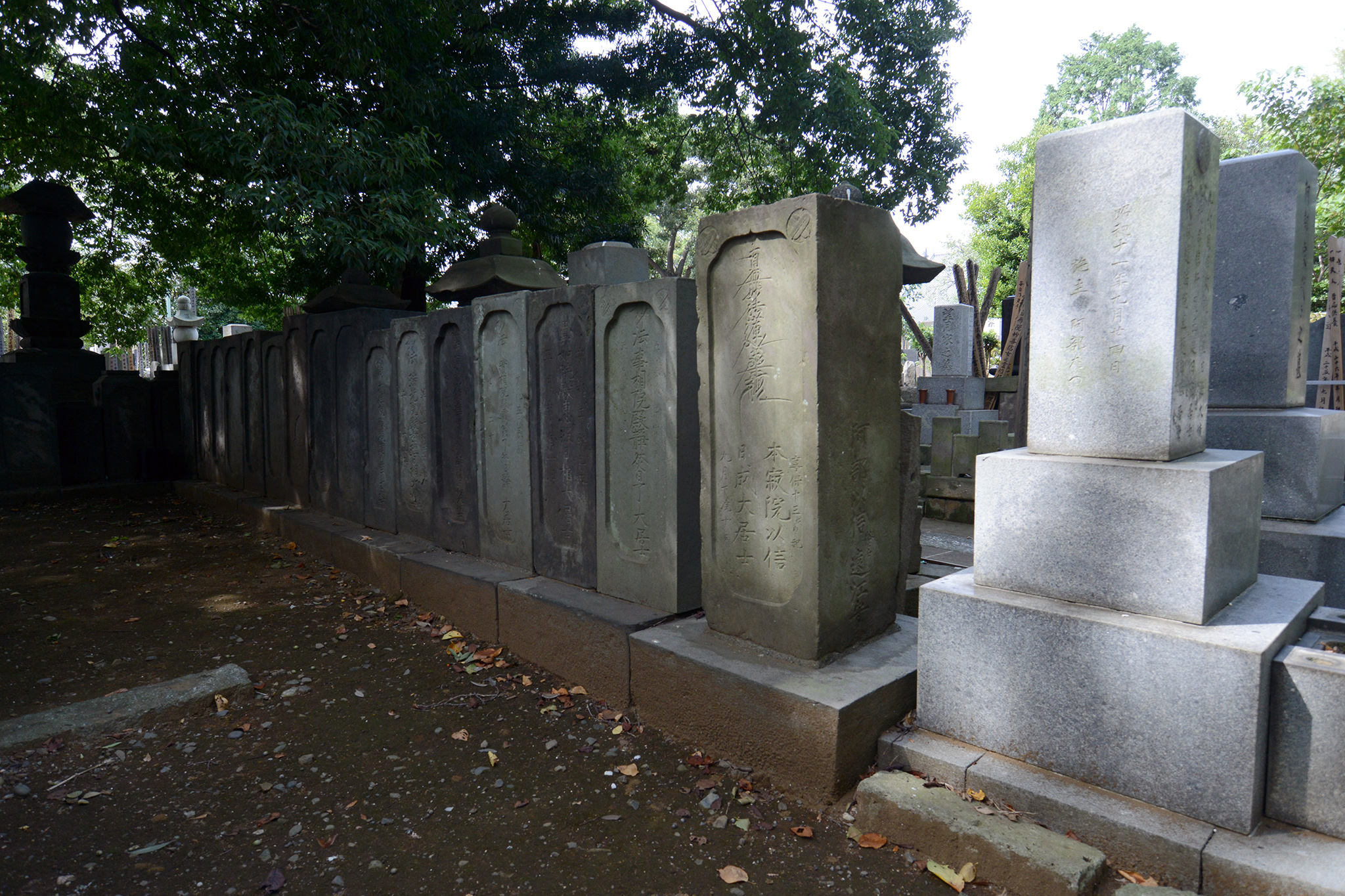
阿部家墓所

本浄院（ほんじょういん、慶長3年（1598年） - 寛永4年8月19日（1627年9月28日））は、江戸時代初期の女性。加藤清正の長女。名は「あま」また「こや」（古屋）とも（後述）。母は側室浄光院（竹之丸殿）。加藤家2代忠広、徳川頼宣の正室八十姫（瑤林院）の姉である。

## 略伝
母が慶長の役の際に清正に伴われて朝鮮へ渡り、同地で懐妊、慶長3年（1598年）11月朝鮮より撤退、日本へ帰国途中の島（壱岐か）で生まれた。出産時に海女がとりあげたので、清正によって「あま」と名づけられたという。
慶長11年（1606年）、あま姫は9歳で館林城主榊原康政（徳川家康の側近・徳川四天王）の嫡男康勝と結婚、熊本より館林に輿入れする。清正在世中であり、輿入れの壮麗な様子が「当代記」に記されている。康勝は慶長20年（1615年）、大坂夏の陣後に病没したために実家加藤家へ戻り、江戸屋敷に入る。のちに大坂城代阿部正次の嫡男・政澄に再嫁した。寛永4年（1627年）に後の老中阿部正能を生み、同年に30歳で死去した。
墓は池上本門寺の阿部家墓地にあり、本浄院に先立って寛永2年（1625年）6月24日に亡くなった生母浄光院の墓と同じ基壇に寄り添うように並べて建てられている。現在の墓は本浄院の三十三回忌にあたる万治2年（1659年）8月19日に、子の阿部正能によって再建されたものである（墓碑銘）。法名は本浄院日昌神尼。

## 本浄院の実名について
本浄院の実名に関しては諸説ある。
「古屋」説
本淨院の初婚の家、館林藩榊原家において、江戸後期にあたる文政年間（1818年 - ）に竹尾住武によって編纂された榊原系譜（「御当家御系譜」）の康勝の項に《康勝室（古屋）加藤肥後守清正女、後再嫁阿部修理亮正澄》と名前が入れられている。
「あま」説
最近発見された加藤家のいくつかの史料により判明した本浄院の実名である。一つは、清正股肱の家臣で、加藤家において清正・忠広の2代にわたり万奉行を務めた重臣・加藤平左衛門の家系譜である「柏原後改加藤家系」、並びに同家に伝わる「加藤肥後守清正公御家系」の2点に、清正息女あま姫の誕生と清正による命名の由来の記載があった。
※加藤平左衛門の嫡子、兵庫正之の項（部分読み下し）
正之室は肥後の臣大木土佐女也、兵部を産。但、土佐室は清正卿の妾竹之丸殿の妹也。竹之丸殿は肥後の国侍赤星太郎兵衛女、於あまの御方の御母公也。竹之丸殿は朝鮮へ供に召され、帰朝の節、嶌にて平産。海士取揚げ候に付、御名を於あまと付け玉ふ。成人後榊原平十郎殿へ嫁す。平十郎殿御卒去に付、阿部修理大夫殿へ再縁、播磨守殿出生。
正之室は清正に殉死した重臣、大木土佐守の娘であった。《土佐室は清正卿の妾竹之丸殿の妹也》は「大木文書」にも同様の記載があり、この関係が確かな事実であったことを裏付けている。《清正はその側室竹之丸殿を朝鮮に召連れ、日本へ帰る途上の島で女児を出産した。取り揚げたのが島の海士（海女カ）であったので、清正はこれにちなんで生まれた子の名を「あま」と付けた。》と出産の様子から命名の由来までを記してある。慶長3年（1598年）の誕生も合致している。
「あま」説の二つ目の史料は1968年（昭和43年）に発見された加藤忠広自筆の歌日記「塵躰集」（徳川美術館所蔵）である。忠広は慕っていた姉「本淨院日昌」の月命日ごとに偲んで和歌を作っており、その詞書きのなかで「今生にて其身名を自らあまとぞいへりたまえりける」と本浄院の実名が「あま」であったことを記している。これは実の弟直筆の同時代史料で確認されたことになる。
大名家の妻や姫、女性の名前はわからないことがほとんどである。本浄院と血のつながりのある従弟・加藤正之の系譜と、弟である加藤忠広の自筆証言は「あま」であった。竹尾住武の「榊原系譜」は時代が200年も下った新しい史料であるが、確かな根拠があれば榊原家では「古屋」と改名していたということも考えられる。